# Озол Фріц Іванович
Фріц Іванович Озол (Озолс) (1876, тепер Латвія — 1939, місто Москва, тепер Російська Федерація) — радянський профспілковий діяч, голова ЦК Спілки швейників. Кандидат у члени Центральної контрольної комісії РКП(б) у 1921—1922 роках. Член ВЦВК 9-го скликання.

## Життєпис
Народився в родині наймита. Закінчив початкову школу. Працював у кравецьких майстернях міста Риги. У 1899 році переїхав до Санкт-Петербурга, працював у кравецьких майстернях. З 1904 року відвідував соціал-демократичні гуртки, став членом РСДРП (меншовиків).
У 1905 році був організатором Петербурзької Спілки робітників-кравців і редактором журналу «Листок портных». Брав участь у роботі Центрального Бюро професійних спілок Санкт-Петербурга. У 1906 році — учасник II-ї Всеросійської конференції профспілок. У 1907 році заарештований та висланий із Санкт-Петербурга. Переїхав до Москви під нагляд поліції, працював у Спілці швейників, входив до Організаційного бюро із організації Всеросійського з'їзду швейників.
Член РСДРП(б) з 1908 року.
У 1908 році висланий із Москви до Києва, працював кравцем і секретарем у Київській Спілці швейників, брав участь в роботі Київської організації РСДРП, займався клубною роботою в Товаристві народної освіти. У 1914 році висланий до Одеси, де працював кравцем у майстерні, брав участь у нелегальній партійній роботі. У 1914 році засуджений до адміністративного заслання в Сибір. У березні 1917 року амністований та звільнений. Повернувся до Одеси.
З 1917 року — на партійній, профспілковій роботі в місті Одесі, член виконавчого комітету Одеської ради робітничих депутатів.
З березня 1918 року — член редакції журналу «Пролетарий иглы», представник ЦК Спілки швейників та член Президії ВЦРПС, член Президії Центротекстилю РРФСР.
У 1921—1925 роках — голова ЦК Спілки швейників.
У 1925—1931 роках — керуючий Московського державного тресту швейної промисловості («Москвошвей»).
У 1931—1932 роках — начальник Швейного комітету при Вищій раді народного господарства (ВРНГ) СРСР.
У 1932—1937 роках — член Транспортної колегії Верховного суду СРСР. Член Товариства старих більшовиків.
Помер у 1939 році. Похований на Новодівичому цвинтарі Москві.